# Уж лучше умереть
«Уж лучше умереть» (англ. Better Off Dead) — американский художественный фильм 1985 года, романтическая комедия, рассказывающая о жизни подростков. Фильм снят Сэваджем Стивом Холлэндом по своему собственному сценарию в жанре чёрной комедии.
Главные роли в этом фильме исполнили Джон Кьюсак, Дайан Франклин, Аманда Уайсс, Дэвид Огден Стайерс и Ким Дарби. Премьера фильма состоялась 23 августа 1985 года в США. В США фильм собрал в кинопрокате 10 297 601 $.

## Сюжет
Теглайн: «Жизнь подростков никогда не была более тёмной… или более забавной…»
Главный герой фильма — парень Лэйн Майер. Он был влюблён в свою подругу Бэт, но она забывает о нём и влюбляется в Роя, нового капитана лыжной команды. Лэйн очень сильно переживает этот разрыв и несколько раз пытается совершить самоубийство, к счастью, неудачно.
Через некоторое время Лэйн встречает другую девушку — француженку Монику, студентку по обмену. Моника прекрасна, и Лэйн влюбляется в неё. Но он должен показать себя — скоро лыжная гонка, в которой он должен участвовать и победить Роя.

## В ролях
- Джон Кьюсак — Лэйн Майер
- Дайан Франклин — Моника Жюно
- Аманда Уайсс — Бэт Трасс
- Дэвид Огден Стайерс — Эл Майер
- Ким Дарби — Дженни Майер
- Скутер Стивенс — Бэджер Майерс
- Брайан Имада — Чен Ри
- Аарон Дозье — Рой Стэлин
- Лаура Ватербари — госпожа Смит
- Рик Розенталь — Смитти

## Съёмочная группа
- Автор сценария: Сэвадж Стив Холлэнд
- Режиссёр: Сэвадж Стив Холлэнд
- Оператор: Исидор Манковски
- Композитор: Руперт Хайн
- Художник: Герман Циммерман
- Костюмы: Брэд Ломан и Дэвид Роэстер
- Декорации: Гари Морено
- Продюсер: Майкл Джаффе
- Исполнительные продюсеры: Джил Фризен, Эндрю Майер и Уильям Стром